# 阿里拉尼亚
阿里拉尼亚是巴西圣保罗州的一个市镇。总面积133.112平方公里，总人口8255人，人口密度62人/平方公里。